# Крайчирова, Марианна
Марианна Неметова-Крайчирова (родилась 1 июня 1948 года в городе Кошице, Словакия) — бывшая словацкая гимнастка. Принимала участие в соревнованиях на летних Олимпийских играх в 1964, 1968 и 1972 годах. В 1964 и 1968 годах завоевала серебряную медаль в командных соревнованиях Её лучшим индивидуальным достижением в 1968 году было четвёртое место в опорных прыжках.

## Биография
Крайчирова Марианна родилась в Кошице, но её семья вскоре переехала в Братиславу. Девочка занималась гимнастикой по инициативе своего отца, бывшего тренера по гимнастике. Принимала участие в чемпионатах Европы, мира и Олимпийских играх.
На чемпионате мира по спортивной гимнастике 1966 года в Дортмунде завоевала золото в командных соревнованиях, на чемпионате мира в Любляне — серебро в командных соревнованиях.
Оставив активный спорт, она также стала тренером по гимнастике, а впоследствии почетным членом словацкой Федерации гимнастики. В настоящее время живёт в Италии.